# Карло Феча ді Коссато
Граф Карло Феча ді Коссато (італ. Carlo Fecia di Cossato; 25 вересня 1908, Рим — 27 серпня 1944, Неаполь) — італійський офіцер, командер. Кавалер Лицарського хреста Залізного хреста. Другий за результативністю італійський підводник після Джанфранко Гаццана Пріароджа.

## Біографія
Виходець із знатної римської сім'ї, син капітана 1-го рангу. Закінчик Королівське училища Карла Альберта в Монкальєра та Військово-морську академію (1928). В 1928 році поступив на слжбу суб-лейтенантом у ВМФ, служив на підводному човні «Баузан», кораблі «Анкона», есмінці «Нікотера», а потім на крейсері «Лівія», з яким брав участь у плаванні до берегів Китаю, де командував наземними частинами в Шанхаї та Пекіні. Учасник другої італо-ефіопської війни. Після закінчення училища підводного флоту в 1939 році був призначений командиром підводного човна «Енріко Таццолі». З вересня 1943 року успішно воював проти крігсмаріне в Середземномор'ї. Згодом був призначений командиром есмінця «Алісео», з яким потопив 6 німецьких торпедних катерів та озброєних барж. Після конфлікту з командуванням був відправлений у відпустку. 27 серпня 1944 року, в розпачі від повалення італійської монархії та загибелі його колишнього човна «Енріко Таццолі» з усім екіпажем, застрелився.
Всього за час бойових дій в якості командира підводного човна Коссато потопив 16 транспортних кораблів союзників загальним тоннажем 85 129 брт.

## Нагороди
- Орден Корони Італії, лицарський хрест
- Колоніальний орден Зірки Італії, лицарський хрест
- Медаль «За військову доблесть» (Італія) — отримав 5 медалей: 2 бронзових, 2 срібних і 1 золоту.
- Хрест «За військову доблесть» (Італія)
- Пам'ятна медаль періоду війни 1940-43
- Пам'ятна медаль за бойові дії в Східній Африці
- Пам'ятна медаль експедиції в Албанію
- Залізний хрест (Третій Рейх)
  - 2-го класу (30 червня 1941)
  - 1-го класу (грудень 1941)
- Лицарський хрест Залізного хреста (Третій Рейх; 19 березня 1943)
- Орден Заслуг німецького орла 4-го класу з мечами (Третій Рейх)